# Atletica leggera ai XVIII Giochi del Mediterraneo - Staffetta 4×400 metri maschile
La staffetta 4×400 metri maschile ai XVIII Giochi del Mediterraneo si è svolta il 30 giugno 2018 presso l'Estadio de Atletismo de Campclar di Tarragona.

## Calendario
| Data      | Ora   | Turno  |
| --------- | ----- | ------ |
| 30 giugno | 21:10 | Finale |

## Risultati

### Finale
| Class.  | Nazione | Atleti                                                                  | Tempo   | Note |
| ------- | ------- | ----------------------------------------------------------------------- | ------- | ---- |
| Oro     | Italia  | Giuseppe Leonardi, Michele Tricca, Matteo Galvan, Davide Re             | 3:03.54 |      |
| Argento | Spagna  | Lucas Búa, David Jiménez, Mark Ujakpor, Darwin Echeverry                | 3:04.71 |      |
| Bronzo  | Algeria | Fethi Benchaa, Saber Boukmouche, Mohamed Belbachir, Abdelmalik Lahoulou | 3:05.28 |      |
| 4       | Turchia | Batuhan Altıntaş, Yasmani Copello, Siran Ören, Yavuz Can                | 3:05.28 |      |